# Pfarrkirche Hippach

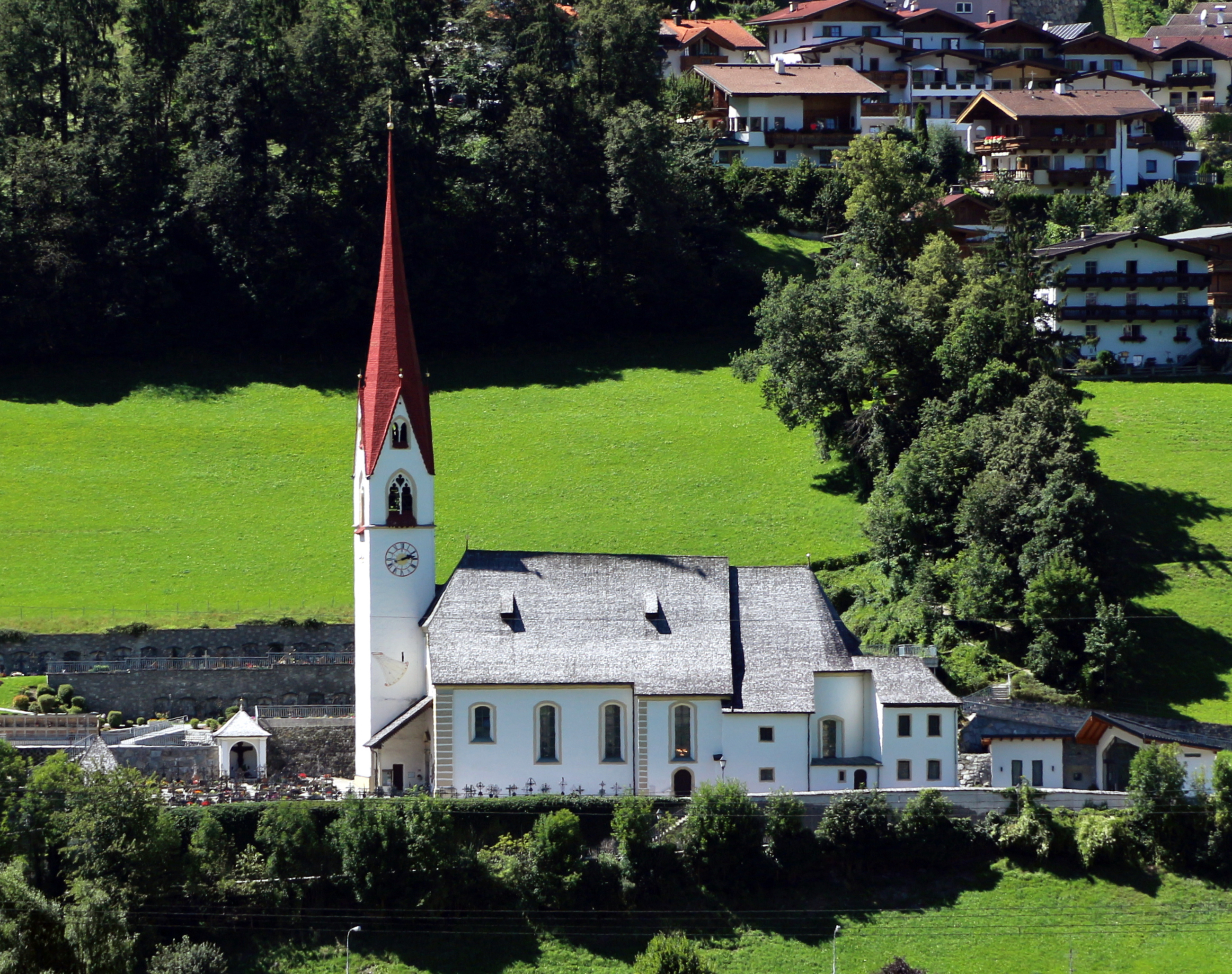
Katholische Pfarrkirche Hll. Ingenuinus und Albuin in Hippach

Die Pfarrkirche Hippach steht auf einem Hügel im Kirchweiler Hippach in der Gemeinde Hippach im Bezirk Schwaz im Bundesland Tirol. Die dem Patrozinium der Heiligen Ingenuinus und Albuin unterstellte römisch-katholische Pfarrkirche gehört zum Dekanat Fügen-Jenbach in der Diözese Innsbruck. Die Kirche steht unter Denkmalschutz (Listeneintrag).

## Geschichte
Urkundlich wurde 1247 eine Kirche genannt, 1475 als Expositur. Von 1699 bis 1701 erfolgte durch Gallus Apeller ein Neubau. 1891 wurde die Kirche zur Pfarrkirche erhoben.

## Architektur
Die barocke Kreuzkirche mit einem gotischen Nordturm ist von einem Friedhof umgeben. Der Turm hat gotische Schallfenster mit Maßwerk aus dem 15. Jahrhundert, er trägt einen Spitzhelm. Das Portal mit Pilastern hat einen dreieckigen Giebel. Das Kircheninnere zeigt ein dreijochiges Langhaus mit einem Querschiff mit Seitenkapellen, der zweijochige Chor hat einen Halbkreisschluss. Die Stichkappengewölbe tragen Blattzopf- und Felderstukkatur. Die Fresken schuf Josef Michael Schmutzer 1746 und Wolfram Köberl 1976, sie zeigen in den Gewölbezwickeln im Chor die Vier Evangelisten und im Langhaus das Leben Christi sowie die Heiligen Karl Borromäus, Ingenuinus und Albuin, Kassian und Virgil.

## Ausstattung
Der barocke Hochaltar trägt barocke Figuren der Heiligen Josef, Ingenuin und Albuin. Der barocke linke Seitenaltar zeigt ein Bild des hl. Sebastian aus dem 19. Jahrhundert. Der barocke rechte Seitenaltar zeigt ein Bild „Anna selbdritt“ aus dem 18. Jahrhundert.

## Orgel
Bei der großen Kirchenrenovierung 1970–1974 wurde die alte pneumatische als Übergangslösung durch eine elektronische Orgel ersetzt. Erst 1993 errichtete Gerhard Hradetzky im historischen Orgelgehäuse von 1752 eine neue Schleifladenorgel mit mechanischer Spiel- und Registertraktur und seitenlich angeordnetem Spieltisch. Die Orgel hat 939 Pfeifen in 18 Registern, verteilt auf 2 Manuale und Pedal. Sie wurde am 1. Mai 1993 geweiht.

| I Schwellwerk C–g3 |        |
| Gedackt            | 8′     |
| Gamba              | 8′     |
| Viola              | 4′     |
| Quint              | 3′     |
| Flageolet          | 2′     |
| Cornet (ab g0) 0   | 1 3⁄5′ |
| Cimbel             | 1 ⁄3′  |

| II Hauptwerk C–g3   |       |
| Principal           | 8′    |
| Piffaro (ab cis1) 0 | 8′    |
| Octav               | 4′    |
| Flauto              | 4′    |
| Superoctav          | 2′    |
| Quint               | 1 ⁄3′ |
| Mixtur III          | 1′    |

| Pedal C–d1  |     |
| Subbass     | 16′ |
| Octavbass 0 | 08′ |
| Flöt'bass   | 04′ |
| Posaun      | 08′ |

- Koppeln: Normalkoppeln
- Spielhilfen: Fußhebel für Horizontalschweller und Kanaltremulant
- Stimmung: Leicht ungleich schwebende Temperierung nach Grenacher
- Alternierende Wechselschleifen für Flauto/Flöt'bass